# Bitka za Turtucaiau
Bitka za Turtucaiau (rum. Bătălia de la Turtucaia; bug. Битка при Тутракан, Bitka pri Tutrakan) je jedna od prvih bitaka koja se između Rumunjske i Centralnih sila vodila na Rumunjskom bojištu nakon ulaska Rumunjske u rat na strani Antante. Ista je trajala u razdoblju od 2. rujna do 6. rujna 1916., te je završila teškim porazom rumunjske vojske s obzirom na to da su bugarsko-njemačke snage zauzele Turtucaiau (sada Tutrakan u Bugarskoj), te zarobile znatan broj rumunjskih vojnika.

## Uvod
Rumunjska je, jednako kao i Italija, još od osamdesetih godina XIX. stoljeća bila saveznica Njemačke i Austro-Ugarske. Međutim, po izbijanju Prvog svjetskog rata, Rumunjska se odbila se pridružiti Centralnim silama smatrajući da je tajni ugovor koji je imala sklopljen s Austro-Ugarskom ne obvezuje. Stoga je na početku rata Rumunjska zauzela stav oružane neutralnosti.
Nakon uspješne Brusilovljeve ofenzive Rumunjska se u kolovozu 1916. odlučila pridružiti silama Antante. Nakon pregovora koji su zaključeni 17. kolovoza u Bukureštu sile Antante su garantirale Rumunjskoj dotadašnje granice, te pravo aneksije Transilvanije, Banata i dijela Bukovine. S druge strane, Rumunjska se obvezala da će Austro-Ugarskoj objaviti rat najkasnije do 28. kolovoza, da će prekinuti sve ekonomske odnose s neprijateljima Antante, te da neće zaključiti separatni mir. Vojna konvencija je predviđala i da će ofenziva protiv austrougarske vojske otpočeti s danom objave rata, te da će ruska vojska nakon potpisa ugovora otpočeti energičnu ofenzivu na austrougarskom dijelu Istočnog bojišta. Također, bilo je predviđeno i da će Rusi u Dobrudžu uputiti dvije pješačke i jednu konjičku diviziju, te da će saveznici na Solunskom bojištu otpočeti ofenzivu osam dana prije rumunjske objave rata.
Rumunjska je rat Austro-Ugarskoj objavila 27. kolovoza 1916. pritom pogrešno smatrajući da će Bugarska ostati neutralna. Međutim, Rumunjskoj je 28. kolovoza rat objavila Njemačka, a dva dana nakon toga i Osmansko Carstvo. Konačno, 1. rujna Rumunjskoj je rat objavila i Bugarska čije su jedinice odmah po objavi rata počele prelaziti bugarsko-rumunjsku granicu u Dobrudži.

## Turtucaia
Tutrakan je izvorno rimska utvrda. Tijekom vladavine cara Dioklecijana razvio se u jedno od najjačih rimskih otpornih točaka na Dunavskom limesu. U VII. stoljeću postao je dijelom Bugarskog carstava, da bi krajem XIV. stoljeća postao dijelom Osmanskog carstva. Osmansko carstvo se oslanjalo na Dunav kao glavnu obrambenu barijeru na Balkanu, ali širina te rijeke se međutim, u vrijeme slabljenja carstva, pokazala nedovoljnom da spriječi prodore ruske vojske koja je u vrijeme rusko-turskih ratova nekoliko puta prelazila Dunav u njegovom donjem toku. Da bi se suprotstavila toj stalnoj ruskoj prijetnji osmanska je vojska izgradila utvrđeni četverostrani sustav tvrđava Ruse–Silistra–Varna–Šumen. Tutrakan se nalazio na sjevernoj strani četverokuta, na uskom dijelu Dunava, preko puta ušća plovne rijeke Arges. To ga je učinilo izvrsnim mjestom za prijelaz Dunava i potaklo Osmansko carstvo da ga utvrde snažnim vojnim garnizonom.
Oslobađanjem Bugarske od osmanske vlasti nakon Rusko-turskog rata (1877-1878) Tutrakan je postao sastavni dio Bugarske. Međutim, bugarske nacionalne ambicije bile su usmjerene prema širenju na jug na Makedoniju i Trakiju, tako da je obrana Dunava bila uglavnom zanemarena. Nakon poraza u Drugom balkanskom ratu Bugarska je 1913. bila prisiljena Rumunjskoj ustupiti cijelu južnu Dobrudžu, pa tako i Tutrakan koji su Rumunji odmah preimenovali u Turtucaiu.
Rumunjski Glavni stožer odmah je poduzeo mjere za jačanje obrane grada, osmislivši ga da služi kao mostobran u slučaju rata s Bugarskom. Okolni teren bio je povoljan za mostobran, jer visine koje gledaju na grad čine visoravan širine 7 do 10 kilometara, koja se uzdiže čak 113 metara iznad Dunava, a okružena je brojnim širokim gudurama. Intenzivni građevinski radovi trajali su više od dvije godine pod vodstvom belgijskih vojnih inženjera. Uz navedeno, kroz Turtucaiau je vodila izvrsna cesta koja je prolazila paralelno s Dunavom od Ruščuka do Turtucaiae, te preko Silistre do Medgidije. Na jug je vodila jednokolosiječna pruga koja se protezala od Varne u Bugarskoj do Dobriča da bi kod Megidije presjekla željezničku vezu Cernavoda-Constanta. Najbolji transportni put zapravo nije bila cesta ili pruga već rijeka, Dunav. Međutim, sve dok je Rumunjska kontrolirala njegovu sjevernu obalu, Centralne sile je nisu mogle koristiti.

## Obrana Turtucaiae
Iako prema rumunjskom ratnom planu predviđen kao mostobran, most preko Dunava kod Turtucaiae nije postojao. Prema koncepciji rumunjskog Glavnog stožera nakon početka neprijateljstava s Bugarskom trebao se postaviti pontonski most koji bi povezivao Turtucaiau i Oltenitu koja se nalazila na suprotnoj strani Dunava. Do toga međutim, nije došlo jer je pontonski most nakon početka rata postavljen kod Isaccee radi prijelaza ruske konjičke divizije iz Besarabije u Dobrudžu. Osim toga, izgradnja pontonskog mosta ocijenjena je rizičnom jer bi isti predstavljao fiksni cilj za protivničko topništvo, zrakoplove ili plovila, a uz navedeno pontonski most bi sprječavao plovidbu i manevar rumunjskih ratnih brodova. Uloga Turtucaiae, s obzirom na to da nije postojao most preko Dunava, bila je da održava cestovnu komunikaciju zajedno sa susjednim utvrđenim mostobranom Silistra, te je zajedno s njim pokriva koncentraciju ruske vojske u Dobrudži.
Rumunjski Glavni stožer bio je svjestan ranjivosti položaja Turtucaiae. Kako bi osigurao Dunav na otoku Kalimok, nekih 7 km zapadno od Turtucaiae, gdje je od 1913. nova rumunjsko-bugarska granica presijecala Dunav, izgrađena je ogromna barijera koja je sprečavala brodski promet da prolazi ovu točku. Takozvana Kalimočka barijera sastojala se od drvene barikade ojačane kabelima i čeličnim vezama. Kilometar uzvodno od barikade postavljene su mine, a nekoliko redova kontaktnih mina čuvalo je i svaki kraj barikade. Odmah po početku neprijateljstava Rumunjska je zatvorila barijeru, tako da je austrougarska Dunavska flotila ostala uzvodno, a rumunjska nizvodno od barijere. To se u listopadu pokazalo kao pogrešno kada rumunjska Dunavska flotila nije mogla pružiti podršku rumunjskoj vojski kada se ista iskrcavala kod Flamande.
Obrana u Tuturcaiai sastojala se od tri zone uređene u koncentričnim polukrugovima pri čemu su se koristile povoljne zemljopisne karakteristike terena. Naime niz malih brda okruživao je grad na otprilike udaljenosti 4-5 km, s još jednim nizom brdašca 4-5 km dalje. Najviše udaljeni niz brežuljaka činio je vanjsku crtu obrane u kojoj je bilo ukopano pješaštvo naoružano strojnicama koje su štitile žičane zapreke. 
Glavnu liniju obrane činilo je 15 utvrda numeriranih brojevima od 1- 15 i nazivima obližnjih naselja Staro Selo, Daidar, Sansanlar i sl, međusobno udaljenih oko 2 km. Svaka utvrda imala je dva skloništa za 50 do 70 vojnika s krovovima poduprtim željeznim tračnicama ili drvenim pločama na koje je položen sloj zemlje od dva metra. Njihov je profil bio nizak što je osiguralo razumnu zaštitu od granata iz poljskog topništva. U razmaku od 1,2 do 2,2 km, pojedine su utvrde bile povezane plitkim rovovima i mitraljeskim gnijezdima koji su pak bili povezani komunikacijskim rovovima sa stražnjom stranom glavne obrambene crte. Utvrde su imale i natkrivene galerije koje su pružale zaštitu od napada malokalibarskim oružjem i minobacačima, zajedno s uskotračnom prugom za kretanje zaliha i ljudstva. Međutim sposobnost utvrda da izdrže udare teškog topništva bila je upitna. Stotinjak metara ispred glavne crte bila su izgrađena tri reda bodljikave žice koja se neprekidno protezala od utvrde 15 do utvrde 3. Većina topništva postavljena je u glavnu obrambenu liniju, iako je nekoliko komada, zajedno s rovovima i mitraljezima, postavljeno na obližnje Dunavske otoke kako bi podržalo rumunjsku Dunavsku flotilu koja je imala zadatak pružiti topničku podršku na zapadnom dijelu pristupa tvrđavi.
Otprilike četiri kilometra od glavne obrambene crte i tri kilometra od same Turtucaie ležala je sekundarna obrambena linija. Sastojala se od jedne linije rovova s malo pripremljenih mitraljeskih gnijezda ili prepreka bez topništva. Budući se pažnja gotovo u potpunosti usredotočila na glavnu obrambenu liniju, rumunjsko zapovjedništvo malo je pažnje posvetilo utvrđivanju sekundarne linije. Nekoliko stotina metara iza utvrda ležala je dopunska crta obrane sam niz rovova koji su se protezali duž unutarnjeg raspona brežuljaka koji su pružali zaštitu pješaštvu.
Mostobran je branilo i topništvo koje je sastojalo od topničkih komada različitih kalibara i vrsta (ukupno 134). Pokretnu topničku pričuvu činila su dvadeset i tri topa koje su vukli konji, te haubice. Međutim, mnogi topovi nisu bili mobilni ili nisu bili opskrbljeni s dovoljno municije. Topovima koji su se nalazili u sastavu same tvrđave potrebno je pridodati i trideset i dva topa na rumunjskim monitorima koji su bili smješteni u Olteniti, na suprotnoj strani Dunava.

## Rumunjske snage
Obrana Dunava i Dobrudže povjerena je rumunjskoj 3. armiji pod zapovjedništvom divizijskog generala Mihaila Aslana koji je imao sjedište stožera u Bukureštu. Aslan je raspolagao s tri divizije koje su se nalazile sjeverno od Dunava, a koje su bile organizirane u V. korpus pod zapovjedništvom divizijskog generala Gheorghe Georgescua. Međutim, sve tri divizije, osim što su se nalazile na sjevernoj obali Dunava, bile su znatno udaljene od tvrđave. Ona najbliža, 16. divizija pod zapovjedništvom brigadnog generala Constantina Anastasiadea, nalazila se u blizini Giurgiua udaljena oko 80 km zapadno od Turtucaiae.
U Dobrudži, osim 17. divizije smještene u Turtucaiai, Aslan je raspolagao 9. divizijom koja je pod zapovjedništvom brigadnog generala Ioana Basarabescua branila Silistru, te 19. divizijom kojom je zapovijedao brigadni general Nicolae Arghirescu a koja se grupirala oko Dobriča. Uz navedene divizije, u Dobrudžu je pristizao ruski XLVII. korpus pod zapovjedništvom generala Andreja Zajončkovskog koji je prema Aslanovim planovima trebao pružiti pomoć napadnutim tvrđavama ako bi to bilo potrebno.
Garnizon tvrđave Turtucaia sačinjavali su vojnici 17. divizije pod zapovjedništvom brigadnog generala Constantina Teodorescua. Radilo se o novoj diviziji formiranoj svega nekoliko mjeseci prije početka rata koja se sastojala od tri pukovnije (76., 36. i 79.). Samo jedna od njih, ona 36., sastojala se od redovnih vojnika. Preostale dvije pukovnije 76. pukovnija s vojnim obveznicama regrutiranim iz okruga Ilfov, te 79. pukovnija s obveznicima regrutiranim iz okruga Ialomita, sastojale su se od rezervista jednako kao i četiri bojne koje su pridodane diviziji a koje su se do tada nalazile u sastavu 40. 75. i 80. pukovnije. Na zahtjev zapovjednika Turtucaiae da mu se pošalju pojačanja kako bi se stvorila mobilna pričuva, u sastav divizije su ušle i četiri bojne milicije s oko 600-8000 ljudi. Ukupno Turtucaiau je branilo 19 bojni s oko 20.000 vojnika. Podršku braniteljima pružala je i rumunjska Dunavska flotila s 2. monitorskom divizijom koju su činili monitori Bratianu, Kogalniceanu i Catargiu.

Teodorescu je obranu Turtucaiae podijelio u tri sektora koji su imali imena po lokalnim naseljima Staro Selo, Daidar i Antimovo. Sektor I ili sektor Staro selo koji se nalazio na zapadu, a u sastavu kojeg su bile utvrde od 1-5 branila je 36. pukovnija i 4. bojna 40. pukovnije. Istim je zapovijedao potpukovnik Solomon Nicolicescu. Sektor II. ili sektor Daidir nalazio se na jugu. Isti su činile utvrde 6-9, a branila ga je 79. pukovnija pod zapovjedništvom potpukovnika Ioana Dumitrescua. Sektor III. ili Sektor Antimovo nalazio se na istoku, te je obuhvaćao utvrde od 10 do 15. Branila ge je 76. pukovnija pod zapovjedništvom potpukovnika Alexandra Marinescua. Pričuvu su činile četiri bojne iz 75. i 80. pukovnije, te dvije bojne milicije koje su se nalazile na sjevernoj obali Dunava, kod Oltenite. Uz navedena tri sektora postojao je i Sektor IV koji je sačinjavala rumunjska Dunavska flotila koja je riječnim putem branila zapadni pristup tvrđavi, te sektor V. koji je činilo topništvo smješteno u Olteniti, gradu koji se nalazio na suprotnoj, sjevernoj obali Dunava.

## Bugarsko-njemačke snage
Obrana bugarske granice na Dunavu bila je povjerena bugarskoj 3. armiji kojom je zapovijedao general poručnik Stefan Tošev. Navedena armija nalazila se na sjevernoj bugarskoj granici još od početka rujna 1915. tako da je imala dovoljno vremena za obuku i opremanje. Krajem kolovoza 1916. 3. armija ulazi u sastav Grupe armija Mackensen pod zapovjedništvom feldmaršala Augusta von Mackensena koji premješten sa Solunskog bojišta kako bi zapovijedao operacijama protiv Rumunjske. Do 1. rujna 3. armija je koncentrirala 62 bojne, 55 bitnica i 23 konjička eskadrona na dobrudžanskoj granici. 
Za napad na Turtucaiau predviđeno je lijevo krilo 3. armije koje je bilo sastavljeno od 4. preslavske divizije pod zapovjedništvom general bojnika Panteleja Kiselova, 1. brigade 1. sofijske divizije, te miješanog odreda Hammerstein pod zapovjedništvom Frithjofa von Hammersteina koji odred u snazi brigade su sačinjavale tri bugarske i jedna njemačka bojna. Napadačke snage sastojale su se od 31 bojne, 29 bitnica i 7 konjičkih eskadrona ili ukupno oko 55 000 ljudi sa 132 topnička oruđa i 53 strojnice. To je osiguralo početnu brojčanu nadmoć bugarsko-njemačkih snaga i u ljudstvu i u vatrenoj snazi, ali većina bugarskih postrojbi, uz značajnu iznimku 1. brigade 1. sofijske pješačke divizije, nije imala izravno borbeno iskustvo, jer nisu sudjelovale u napadu na Srbiju. 
Bugarsko i njemačko topništvo sastojalo se od modernih haubica, te poljskih topova čiji je kalibar varirao od 75 do 150 mm. Međutim, za razliku od Rumunja, Bugari i Nijemci nisu se mogli pouzdati u vatrenu potporu svojih savezničkih brodova na Dunavu, jer je austrougarska Dunavska flotila bila blokirana u Perzinskom kanalu. Za izviđanje, promatranje i usmjeravanje topničke vatre bugarsko-njemačke snage su imale na raspolaganju izviđački balon i nekoliko zrakoplova.

U početku operacija Tošev je zadržao izravnu kontrolu nad lijevim krilom 3. armije, ali kako je bitka odmicala shvatilo se da je potrebno zajedničko zapovjedništvo na samom području Turtucaiae tako da je za zapovjednika svih snaga koje djeluju protiv Turtucaie postavljen general Pantelej Kiselov, zapovjednik 4. preslavske divizije. Zadržavajući kontrolu nad svojom divizijom, nije dobio nikakvo dodatno osoblje, što je stvaralo probleme s koordinacijom snaga.

## Planovi

### Bugarski plan
Feldmaršal Mackensen, zapovjednik Grupe armija Mackensen izdao je dana 28. kolovoza 1916. svoju prvu naredbu bugarskoj 3. armiji. Istoj je naredio da se pripremi za odlučan napad usmjeren na zauzimanje vitalnih prijelaza na Dunavu i južnoj Dobrudži. To je predviđalo istovremeno zauzimanje Turtucaje i Silistre od strane 4. preslavske i 1. sofijske pješačke divizije. Iako je Tošev počeo raspoređivati svoje snage prema zahtjevu Mackensena, bio je duboko protiv toga da svoju armiju podijeli na dva dijela i da istodobno napadne obje tvrđave.
Dana 31. kolovoza dva zapovjednika sastala su se na željezničkoj stanici u Gornoj Orjahovici kako bi razmijenili mišljenja o predstojećoj operaciji. Oslanjajući se na svoje bolje obavještajne podatke o rumunjskim snagama u Dobrudži i stanju njihovih tvrđava, Tošev je uspio uvjeriti Mackensena da se Turtucaia zauzme prije Silistre, te da je nužno da se sve raspoložive snage koncentriraju samo u tu svrhu. Istog dana Tošev je predstavio detaljan plan napada kojim je predviđeno da će lijevo krilo njegove armije napasti 2. rujna Turtucaiau, dok bi 3. brigada 1. pješačke divizije napredovala u smjeru Silistre kako bi pokrila bok. Desno krilo armije, koje je činila 6. bdinska pješačka divizija pod zapovjedništvom general bojnika Hriste Popova i garnizona Varna, trebala je napredovati u smjeru Dobriča i Balčika zajedno s 1. konjičkom divizijom pod zapovjedništvom general bojnika Ivana Koleva povezujući je s lijevim krilom. Idućeg dana Mackensen je uz manje izmjene odobrio Toševov plan. Nakon što mu je plan odobren, Tošev je stožer 3. armije preselio u Razgrad, odakle je započeo koordinaciju završnih priprema za napad.
Mackensen je 1. rujna primio telegram od novog načelnika Glavnog stožera njemačke vojske Paula von Hindenburga koji ga je izvijestio da će koncentracija njemačke i austrougarske vojske u Transilvaniji biti dovršena najkasnije u drugoj polovici rujna, te da će postojeće snage u Transilvaniji do tada moći samo braniti svoje položaje od brojčano nadmoćnijih Rumunja. Hindenburg i zapovjednik bugarske vojske Nikola Žekov tada su potvrdili naredbu bugarskoj 3. armiji o napredovanju u Dobrudžu kako bi ista na sebe privukla što više rumunjskih i ruskih snaga, ističući pritom važnost brzog napredovanja za cjelokupnu rumunjsku kampanju. 

### Rumunjski plan
Rumunjski ratni plan Z predviđao je da glavnina rumunjske vojske prodre u Transilvaniju, dok je 3. armija koja je u svom sastavu imala gotovo 150 000 vojnika trebala ostati u obrani duž granica na Dunavu i u Dobrudži. Nakon toga, 3. armija je uz očekivanu pomoć ruskog XLVII. korpusa pod zapovjedništvom generala Andreja Zajončkovskog trebala uspostaviti održive položaje na liniji Ruse-Šumen-Varna pružajući tako sjevernoj vojsci operativnu slobodu. 
Rusi su prešli Dunav po rasporedu i koncentrirali se oko Cobadina. Aslan je 31. kolovoza rumunjsku 19. diviziju koja je bila raspoređena oko Bazargica podredio Zajončkovskom čime je stvorio istočnu operativnu skupinu pod njegovim zapovjedništvom. Rumunji su odlučili braniti i Turtucaiju i Silistru zajedno s cijelom granicom Dobrudže kako bi si osigurali odgovarajuće uvjete za svoj budući ulazak u Bugarsku. Aslan je shvatio da su njegove snage previše raspršene, te je naredio je Rusima da se rasporede bliže tvrđavama, ali je Zajončkovski smatrao da bi trebao koncentrirati svoj korpus najprije kod Bazargica (Dobriča), a tek nakon toga, ako uvjeti budu dopuštali, predvidio je pomicanje svojih jedinica prema Turtucaiai i Silistri.

## Bitka

### Okruživanje Turtucaiae (2. – 4. rujna)
Rano ujutro 2. rujna bugarska 3. armija prešla je rumunjsku granicu cijelom dužinom, te se njezino lijevo krilo počelo se približavati Turtucaiai. Njemačko-bugarski odred napadao je Sektor I koji se nalazio zapadno od tvrđave, potiskujući slabe rumunjske prethodnice i zauzimajući položaje istočno od sela Turcsmil, gdje su zaustavljeni jakom rumunjskom topničkom vatrom iz rumunjske Dunavske flotile i bitnica smještenih na riječnim otocima. 

Sektor II(Jug) napala je 4. preslavska divizija koja je brzo pregazila rumunjske predstraže zbog čega su se rumunjski vojnici povukli su se tako brzo da nijedan nije zarobljen. Divizija je napredovala između 15 i 23 km, te je došla na 2,7 km od glavne obrambene crte pri čemu je svoju liniju bojišta skratila s 20 na 10 km. U međuvremenu, u Sektoru III (Istok) bugarska 1. pješačka brigada uopće nije naišla na otpor, jer je rumunjski zapovjednik povukao svoje postrojbe iza glavne obrambene crte prije napada.
Do večeri prvog dana Rumunji su napustili gotovo cijelu svoju pripremnu crtu obrane u korist glavne obrambene crte odakle su tijekom noći 2./3. rujna neprestano pucali iz pušaka potpomognuti povremenom topničkom vatrom. Rumunjski Glavni stožer sporo je reagirao na situaciju koja se razvijala, a general Aslan ostao je u Bukureštu. Naredio je generalu Zajončkovskom da se sa svojim snagama približi bugarskoj granici, ali zapovijed je izvršena tek nakon velikih odgoda. Pokušali su se također poslati pojačanja iz pričuvnih divizija koje su se nalazile oko glavnog grada, ali i oni su odgođeni zbog opće zbrke i zagušenja koji su pratili rumunjsku mobilizaciju. 
Bugari su 3. rujna počeli učvršćivati svoje položaje. Da bi se to učinilo što efikasnije, njemačko-bugarskom odredu naređeno je da uzme kotu 131, zapadno od Starog Sela, gdje će osigurati poprište za napad na rumunjske utvrde u sektoru I (Zapad). Ovdje su branitelji bili relativno dobro ukopani zaštićeni redovima bodljikave žice, dok su napadači morali napredovati kroz otvoreno polje s bokovima izloženim vatri rumunjskih monitora. Rumunjski položaji južnije, oko sela Senovo, bili su okruženi s niskim brežuljcima koji su mogli osigurati zaklon za napredovanje pješaštva, zbog čega je bugarsko-njemački odred podijeljen na tri kolone kojima su zapovijedali pukovnik Vlahov, bojnik Hammerstein i pukovnik Dražkov. Jedna kolona trebala je napasti Senovo, dok su je druge dvije trebale podržavati. Napredujući oko 5 sati ujutro, kolona pukovnika Vlahova u početku je naišla na slab otpor. Međutim, rumunjska vatra postupno se pojačavala, a bugarska kolona bila je izložena bočnoj vatri s glavne obrambene crte. Neki od vojnika stigli su do bodljikave žice, ali nisu je uspjeli proći. U podne je jedinicama naređeno da se ukopaju na položajima koje su dostigle, a zahtjev pukovnika Vlahova za pojačanjima je odbijen. Rumunjski protunapadi prisilili su Vlahova da zapovjedi svojim vojnicima da se povuku na oko 300 metara od bodljikave žice i ukopaju. Napredak bojnika Hammersteina naišao je na snažan otpor i topničku vatru s riječnih monitora, te je malo postigao. Pukovnik Dražkov u međuvremenu je odbio rumunjske bočne napade, ali je njegovo napredovanje zaustavila snažna topnička vatra na oko 50 metara od rumunjske bodljikave žice. Sve u svemu, napadači u ovom sektoru pretrpjeli su gubitke od oko 300 vojnika. Nisu postigli svoje ciljeve i morali su pričekati sljedeći dan dok se mrak nadvio nad bojnim poljem.
Nakon kišne noći, 4. preslavska divizija iskoristila je 3. rujan da se približi bodljikavoj žici glavne obrambene crte u Sektoru II (Jug) tjerajući rumunjske ophodnje, zauzimajući Daidar i premještajući svoje teško oružje. U tom je procesu divizija odbila nekoliko rumunjskih protunapada istodobno imajući manje žrtava. U Sektoru III (Istok), 1. pješačka brigada uspjela je zauzeti glavnu obrambenu liniju bez otpora.
Rumunjski položaj postupno se pogoršavao. General Teodorescu bio je prisiljen odgovoriti na zahtjeve zapovjednika Sektora I i III za pojačanjima, te je u navedene sektore poslao svoje posljednje pričuve. Navedeno se pokazalo pogrešnim jer je glavni bugarski napad trebao biti izveden u Sektoru II (Jug). Unatoč Teodorescuovim pesimističnim izvještajima, rumunjski Glavni stožer zadržavao je nadu da će se tvrđava održati sve dok do nje ne dođu rumunjske i ruske snage iz smjera istoka ili da će garnizon uspjeti razbiti okruženje i povući se u Silistru. Dana 3. rujna rumunjske snage na desnom krilu bugarske 3. armije pokušale su pružiti pomoć Turtucaiai, ali ih je porazila bugarska 1. konjička divizija u selima Cociumar i Karapelit, gdje je brigada rumunjske 19. divizije pretrpjela gubitke od 654 ubijena ili ranjena i najmanje 700 zarobljenih vojnika.
U 11 sati ujutro 3. rujna (nedjalja) Tošev, nakon konzultacija s Kiselovim, izdao je naredbu za sljedeći dan napada na Turtucaiau. Istom je predviđeno da Kiselov, kao zapovjednik 4. preslavske divizije, preuzme zapovjedništvo nad svim jedinicama koje djeluju protiv tvrđave i odredi točan sat pješačkog napada, nakon što preliminarna topnička priprema nanese dovoljnu štetu. Jedinice bojnika Hammersteina trebale su napasti i zauzeti utvrdu 2 u Sektoru I (Zapad), glavni napad trebala je izvesti 4. preslavska divizija protiv tvrđava 5 i 6 u Sektoru II (Jug), dok je 1. pješačka brigada je trebala zauzeti utvrdu 8 u Sektoru III (Istok). Kako bi zaštitio desni bok ovih snaga, Tošev je naredio da preostale dvije brigade 1. sofijske pješačke divizije kontroliraju rumunjsku aktivnost u Silistri. Kad je Kiselov primio ovu zapovijed, iskoristio je svoj novi položaj sveukupnog operativnog zapovjednika kako bi izvršio nekoliko izmjena u planu. Teško topništvo stavljeno je pod zapovjedništvo pukovnika Angelova, zapovjednika 2. pukovnije teškoga topništva, koji je trebao izvršiti topničku pripremu u 9:00 sati. Pješaštvo se trebalo približiti na udaljenost od 150 metara i pričekati da završi baraž. Angelov je, međutim, smatrao da su obavještajni podaci o rumunjskim položajima nedovoljni i da bugarske bitnice trebaju biti bolje pozicionirane, pa je zatražio da se napad odgodi za jedan dan. Osim toga, komunikacija s Hammersteinovom skupinom bila je slaba, što je uvjerilo Kiselova da odgodi napad.
Idući dan, u ponedjeljak 4. rujna provodile su se pripreme za napad. Borbe nastavljene su samo u Sektoru I gdje se trebao završiti napad na kotu 131 koji je započeo prethodnog dana, te osigurati položaje za napad na utvrdu 2. Ovaj je cilj postignut rano ujutro relativnom lakoćom jer se većina rumunjskih branitelja povukla se na glavnu obrambenu liniju. Tog dana feldmaršal Mackensen povukao je pukovnika Kaufmana u Bjalu, a njemačko-bugarski odred stavljen je pod zapovjedništvo bojnika Hammersteina.
Teodorescu je u Glavni stožer nastavio slati pesimistična izvješća o rumunjskom položaju i tražiti pojačanja. Ovaj put rumunjski Glavni stožer odlučio mu je poslati pojačanja. Naređeno je 10. i 15. diviziji koje su se u strateškoj pričuvi nalazile u okolici Bukurešta da krenu prema jugu prema Olteniti. Prva od njih, 10. divizija trebala je braniti obalu rijeke Dunav, dok se druga, 15. divizija, trebala pripremiti za prelazak rijeke i pomoći garnizonu Turtucaiae. Radilo se ukupno od 17 bojni iz rumunjske 34., 74., 75., 80. pukovnije uz jednu bojnu iz 84. pukovnije i dvije bojne iz 2. granične pukovnije, uz podršku 6 topničkih bitnica. Te nove, svježe jedinice omogućile bi Rumunjima da steknu brojčanu nadmoć nad Bugarima, ali će iste postupno stizati na bojište umanjujući time svoje značenje za ishod bitke. Prva pojačanja prešla su Dunav kasno popodne i tijekom noći 4. rujna. Kad su prešli na južnu obalu, smjesta su raspoređeni kako bi ojačali različite sektore, bez obzira na smjer glavnog bugarskog napada ili na potrebu za uspostavom pričuve koje su do tada bile u cijelosti iskorištene.

### 5. rujan
Do jutra 5. rujna (ponedjeljak) garnizon Turtucaiae je uspio ojačati neke dijelove glavne obrambene crte uz pomoć novopridošlih pojačanja. U Sektoru I (Zapad) utvrde br. 1 do 5 branilo je devet i pol bojni uglavnom iz rumunjske 36. pješačke pukovnije, ojačane s bojnama 40., 75. i 80. pješačke pukovnije, kao i četiri satnije iz 48. i 72. bojne milicije. Sektor II (Jug) pojačan je s četiri bojne 74. i 75. pukovnije na ukupno 8 bojni, ali tek nakon što je napad počeo. Sektor III (Istok) također je ojačan napadom koji su razvijale razne pješačke, milicijske i granične jedinice dok nije dosegao snagu od 14 bojni. Pričuva tvrđave koja je do tada bila iskorištena je na pojačanje linija, ponovno je 5. rujna uspostavljena, doduše, u dosta ograničenom opsegu, te se sastojala se od jedne pješačke bojne, jedne granične bojne i jedne pješačke satnije.
U 5:30 ujutro uzletio je bugarski promatrački balon kojeg je vukao automobil kako bi usmjeravao planiranu topničku pripremu. Točno sat vremena poslije pukovnik Angelov dao je zapovijed da započne pripremno topničko bombardiranje. Topovi su koncentrirali vatru na utvrde i prepreke između njih, a u 7:40 ujutro promatračko mjesto u Daidaru izvijestilo je da skupine rumunjskih vojnika napuštaju utvrde br. 5 i 6, prolazeći kroz komunikacijske rovove koji vode prema stražnjem dijelu. Rumunjske bitnice pokušale su odgovoriti, ali napor nije bio dobro koordiniran. Njihova sporadična vatra (što ukazuje na niske zalihe streljiva) nije bila usmjerena na teške bitnice napadača, a vatra je prestala odmah nakon što su Bugari otvorili vatru na njih. Snaga bugarske pripreme čak je prevarila Teodorescua koji je vjerovao da se ista vrši topovima kalibra 305 mm kojih Bugari nisu imali. Do 8,00 ujutro tri od četiri tvrđavske bitnice u Sektoru II (jug) su prestale djelovati ili su uništene, što je natjeralo Teodorescua da na to područje pošalje jedan haubički odjel koji je uspio zauzeti položaje iza utvrde 8, a da ga Bugari nisu primijetili. 

Oko 8,00 sati ujutro pukovnik Angelov obavijestio je generala Kiselova i njegovog načelnika stožera potpukovnika Nojkova da je prema njegovu mišljenju topništvo postiglo dovoljne rezultate da pješaštvo započne napredovanje. Kiselov nije bio potpuno uvjeren, ali kako se topničko bombardiranje trebalo nastaviti i dok se pješaštvo približavalo rumunjskim linijama, zapovjedio je zapovjednicima 4. i 1. pješačke brigade da započnu napad i da svi časnici da daju primjer osobnim vođenjem svojih ljudi u napadu. Kasnije su ovu naredbu primili i Hammerstein i zapovjednik 47. pješačke pukovnije.
Prema bugarskom planu, brigada pod zapovjedništvom pukovnika Haralambija Kmetova napala je utvrde 5 i 6, koje je branila rumunjska 79. pješačka pukovnija. Devetnaesta šumenska pukovnija, podijeljena je u dvije skupine i uz podršku 48. pukovnije, pripremila se za spuštanje kosinom izravno okrenutom prema rumunjskim utvrdama ispred sela Daidar. Čim je pješaštvo počelo napredovati, naišlo je na snažnu vatru potpomognutu preživjelim rumunjskim tvrđavskim topovima manjeg kalibra. Bugarsko poljsko i teško topništvo, još uvijek koncentrirano na rumunjske bitnice iza obrambene crte, nije pružalo izravnu potporu. Potpomognuta vatrom iz strojnica, brigada je do 10,30 sati uspjela doći do prvih prepreka ispred glavne obrambene crte, a pješaštvo je projurilo njima i bodljikavom žicom kroz prolaze koje su pod jakom vatrom napravila inženjerija. Pola sata kasnije, 1. bojna 19. pukovnije i dio 3. bojne 48. pukovnije, koji su bili dio desne skupine brigade, zauzeli su utvrdu 6 i rovove istočno od nje. Lijevu skupinu privremeno je zadržala rumunjska vatra, ali je ista do 12,30 sati istjerala Rumunje iz rovova i ostvarila kontrolu nad glavnom obrambenom linijom u tom dijelu sektora. Nakon pada utvrda 5 i 6 Bugari su slijedili branitelje koji su se povlačili do 16:00 sati, napredujući dva kilometra sjevernije od glavne obrambene crte. Brigada pukovnika Kmetova zarobila je 250 vojnika, 4 teške bitnice, šest topovskih topova kalibra 53 mm i mnogo pušaka. Njezino je topništvo ispalilo 2606 granata. I rumunjski i bugarski pješački gubici bili su veliki pri čemu je 19. šumenska pukovnija imala je gubitke od 1652 vojnika.
Istočno od 3. brigade 4. preslavske divizije, nalazila se 1. brigada pod zapovjedništvom pukovnika Božka Ikonomova, koja je imala zadatak zauzeti utvrdu 7. Tijekom noći, njezina 7. preslavska i 31. varnska pukovnija došle su na 600 metara od umjetnih prepreka na liniji. Započeli su s napadom 5. rujna oko 8:00, ali su, usprkos podršci topništva, naišli na snažan rumunjski otpor. U 9:30 sati prednje su jedinice bile prisiljene zaustaviti se i skloniti se na nekih 200 metara od prepreka što je djelomično bio rezultat promjene položaja bugarskog topništva kojem je naređeno da krene naprijed radi pružanja podrške napredovanju pješaštva. Novi topnički položaji zauzeti su na uzvisini istočno od Daidara, te je topništvo odmah otvorilo vatru na rovove oko utvrda 6 i 7. U 10:30 sati 31. varnska pukovnija pojurila je preko prepreka i pod jakom vatrom započela napredovanje preko padine koja je vodila do utvrde 7. Pripadnici pukovnije uspjeli su ući u utvrde i susjedne rovove gdje su sudjelovali u bliskoj borbi dok su bili izloženi vatri vlastitog topništva. Do 11:20 sati Rumunji su u potpunosti protjerani, ali s ranjenim zapovjednikom, vojnici 31. pukovnije ih nisu progonili.
U međuvremenu, 7. preslavska pukovnija je bila suočena s još jačom rumunjskom vatrom tako da je uspjela početi napredovati tek oko 12:00 sati kada je njezin zapovjednik pukovnik Atanas Dobrev osobno vodio napad na utvrđeni položaj za koje su Bugari mislili da je utvrda 8, ali koji je zapravo bio jedan od utvrđenih položaja koji su se nalazili u prazninama između utvrda. Mnogi su se branitelji povukli s linije, a oni koji su ostali su zarobljeni. Dijelovi pukovnije nastavili su progoniti neprijatelja dalje od glavne obrambene crte sve do 13,35 sati, kada im je pukovnik Dobrev naredio da se zaustave. Kad se shvatilo da to nije utvrda 8, naredio je svom pješaštvu da presječe putove povlačenja iz te utvrde, ali su Rumunji to uspjeli spriječiti topničkom vatrom.
Do poslijepodneva 5. rujna utvrde glavne obrambene crte u Sektoru II (Jug) pale su u ruke napadača. Rumunjska 79. pukovnija koja je branila taj sektor praktički je uništena. Preostalo joj je samo 400 vojnika pri čemu je pretrpjela gubitke od 46 časnika i 3000 ubijenih ili ranjenih vojnika. Novopridošle rumunjske bojne nisu uspjele spriječiti bugarski proboj, te su, s ostacima 79. pukovnije, pokušali pripremiti sekundarnu obrambenu liniju. U tome im je pomogla gusta šuma iza glavne obrambene crte, što je otežavalo napredovanje bugarskih postrojbi.
U Sektoru III (Istok) topnička priprema započela je u 6:55 sati, te je do 8:15 sati postigla značajan uspjeh u oštećenju rumunjskih utvrda, prisiljavajući pojedine rumunjske branitelje na bijeg prema pozadini i Dunavu. Prva sofijska i 6. tarnovska pukovnija 1. brigade napredovale su kroz veliko polje kukuruza zbog čega se njihovo kretanje gotovo nije moglo otkriti, te su do 11:30 sati stigle su do visoravni sjeverno od sela Antimove. Tek su ih tada Rumunji u utvrdama 8 i 9 uočili i otvorili vatru, privremeno zaustavivši bugarsko napredovanje. Zapovjednik 1. pješačke brigade pukovnik Nedjalkov odmah je naredio dijelu topništva da krene naprijed i izravno podupre pješaštvo. Nakon toga 1. sofijska pukovnija i susjedna 4. bojna 6. tarnovske pukovnije navalili su na bodljikavu žicu i prešli je bez poteškoća. To i proboj koji je 4. preslavska divizija postigla na zapadu natjerali su rumunjske vojnike da napuste rovove i povuku se u pozadinu tako da su do 13,30 sati okolni rovovi utvrde 8 pali. Sama utvrda istovremeno je zauzeta dijelovima 1. sofijske i 7. preslavske pukovnije. Nakon ovih uspjeha brigada je upućena na osvajanje preostalih dijelova istočnog sektora, uključujući utvrde 9, 10, 11 i 12. Nailazeći na mali otpor, bugarske snage su do 21,30 sati stigle do obale Dunava dovršavajući tako izolaciju tvrđave.

Napad u Sektoru I (Zapad) znatno je odgođen jer je bojnik Hammerstein dao naredbu trima skupinama svog odreda da napadnu utvrdu 2. Također, tražio je da se topnička priprema produži kako bi se bolje osiguralo napredovanje pješaštva. Tako je tek u 14,30, kada se topnička paljba koncentrirala na samu utvrdu, Hammerstein naredio napad svoje prve i druge skupine. Unatoč topničkoj vatri s kojom su se suočili, Bugari i Nijemci napredovali su s relativno lakoćom, dok su se Rumunji, unatoč velikom broju, počeli povlačiti, pa čak i panično bježati u Turtucaiau. Oko 13,00 sati general Teodorescu je naredio zapovjedniku sektora da napusti utvrde 2, 3, 4 i 5. Do kraja dana samo je utvrda 1 još uvijek bila u rumunjskim rukama i to jer je imala snažnu topničku podršku od rumunjski dunavskih monitora i bitnica na lijevoj (sjevernoj) obali rijeke. 
Do večeri 5. rujna zauzeta je cijela glavna obrambena crta (osim dvije utvrde), zajedno sa svim rumunjskim tvrđavskim topništvom i dijelom pokretnog topništva. Rumunjske postrojbe bile su toliko neorganizirane da je planirani protunapad s novim pojačanjima iz 15. divizije morao biti odgođen za sljedeći dan. Bugarske postrojbe, posebno one iz 4. preslavske divizije, također su pretrpjele velike gubitke i trebala im je noć za reorganizaciju i bolji položaj topništva.
Generala Kiselova posjetili su navečer general Tošev i pukovnik Tappen, Mackensenov načelnik stožera. Obojica su bili zadovoljni dnevnim događajima i, unatoč velikim gubicima, pozvali su Kiselova da nastavi s napadom.

### Pokušaji pomoći izvana
U stožeru rumunjske 3. armije, njezin zapovjednik Mihail Aslan tijekom 5. rujna prima alarmantna izvješća. U 11,30 sati Teodorescu ga izvještava da je situacija vrlo kritična, da su izgubljene utvrde 7, 8, 9, te da se dio rumunjskih jedinica loše bori. U 12,50 izvješćuje ga da je "situacija očajna". Aslan navedeno priopćuje Glavnom stožeru. S obzirom na to da je dolazak pojačanja Turtucaiai bio u tijeku gdje je već stiglo 5 bojni, a do večeri je trebalo stići još preostalih 11, Glavni stožer naređuje Teodoresuu da Turtucaiau brani do posljednjeg čovjeka, te ga izvješćuje da u pomoć stižu svježa pojačanja. Aslan želi intervenirati i na drugi način. Planira deblokirati Turtucaiau sa svim rumunjskim i ruskim snagama koje su se nalazile u južnoj Dobrudži. To se posebice odnosilo na 9. rumunjsku diviziju sastavljenu od redovnih vojnika koja se neobjašnjivo neaktivno nalazila u Silistri, oko 60 km istočno od Turtucaiae. U 12,00 sati Aslan daje naredbu generalu Basarabescuu da odmah krene prema Turtucaiai radi deblokada tvrđave. Istodobno je izdao Zajončkovskom, zapovjedniku ruskog XLVII. korpusa, da podrži operaciju generala Besarabescua na način da ruskom konjičkom divizijom pokrije bok 9. rumunjske divizije, a da s preostale dvije divizije sam krene u napad u smjeru Kurtbunara i dalje prema Turtucaiai.

### 6. rujan
Tijekom noći 5./6. rujna Rumunji su najbolje što su mogli pokušali utvrditi svoje položaje na puno slabijem sekundarnoj liniji. Teodorescu je naredio preraspodjelu snaga tako da je devet bojni trebalo braniti Sektor I (Zapad), dvanaest bojni Sektor II (Jug), dvije bojne Sektor III (Istok) i pet bojni sektor IV, dok je dodatnih 7 bojni ostalo u pričuvi. Ova je zapovijed međutim, stigla do postrojbi tek ujutro i jedinice je nisu mogle izvršiti.
Oko 4.30 sati 6. rujna bugarsko je topništvo ponovno otvorilo vatru u Sektorima I i III. Pripadnici bugarske 4. preslavske divizije počeli su prelaziti veliku šumu koja je razdvajala dvije glavne i sporedne obrambene crte. Uz pomoć snažne topničke pripreme, bugarska 7. preslavska i 31. varnska pješačka pukovnija brzo su napredovale. Do 12,30 prošle su kroz rovove koje su njihovi branitelji napustili ranije tijekom dana. Oko 15,00 dvije pukovnije 1. brigade 4. preslavske divizije nalazile su se na brdu s pogledom na samu Turtucaiju. U međuvremenu je i brigada pod zapovjedništvom pukovnika Kmetova je napredovala, iako ne tako brzo i s većom neorganiziranošću. Dijelovi su dosegli sjeverni kraj šume u 13,00 sati i odmah napali rumunjske rovove, ali tek u 15,30 sati rovovi su bili zauzeti kada se većina branitelja već bila izvukla zbog uspjeha 1. brigade. Do 17,30 brigada je stigla do brda s pogledom na grad.
Prvoj pješačkoj brigadi 1. sofijske divizije naređeno je da koordinira svoje akcije s 4. preslavskom divizijom i napreduje prema desnom boku obrambene crte. Otprilike u 6,50, dok su još čekale da krenu naprijed, jedinice su se našle na udaru nekoliko rumunjskih bojni koje su prijetile da će obuhvatiti njihov bok, ali su rumunjsko napredovanje zaustavila bugarska pojačanja. Nakon toga i 1. sofijska i 6. tarnovska pukovnija napreduju i do 11,30 dolaze na 800 metara do linije. Rumunjski branitelji, vjerujući da ruska kolona napreduje s istoka kako bi pomogla utvrdi koja je okružena, pružili su snažan otpor. Međutim, nakon što su shvatili da se u stvari radi o Bugarima, počeli su se panično povlačiti. Tako je 1. brigada 1. sofijske divizije došla do okolice grada u 17:00.

U Sektoru I (Zapad), odred bojnika Hammersteina ušao je u šumu oko Turtucaiae u 10,00 gdje je susreo vrlo slabe rumunjske prethodnice koje su brzo potisnute. Tijekom poslijepodneva zauzela je utvrdu 1, te je nakon toga nastavila napredovati sve dok nije bila pu liniji poravnata s 4.preslavskom divizijom.
Jedini način na koji se garnizon sada mogao spasiti bio je uz pomoć vanjskih snaga. Kako je ranije navedeno, još je 5. rujna general Aslan naredio je zapovjedniku 9. divizije generalu Basarabescuu da odlučno napreduje iz Silistre i rastereti opkoljeni grad. Basarabescu je izvršio ovu zapovijed ostavivši četiri bojne u Silistri i poslavši preostalih 5 bojni, 4 bitnice i 2 eskadrona da razbiju opsadu. Idućeg 6. rujna ove snage naišle su na bugarsku 3. pješačka brigada 1. sofijske divizije, u selu Sarsinlar (danas Zafirovo), nekih 18 kilometara istočno od Turtucaiae. Navedana bugarska postrojba odlučno je porazila Rumunje, što je zapečatilo sudbinu garnizona.
Kako se situacija naglo pogoršavala, Teodorescu je naredio svojim ljudima da se povuku i ako je moguće pokušaju probiti okruženje u smjeru istoka. U 11,00 sati obavijestio je Glavni stožer da je situacija bezizgledna, te da nema nade za deblokadu tvrđave iz smjera Silistre. Nakon toga Glavni stožer mu je da nikako ne kapitulira, te da ni u kom slučaju ne dozvoli da stožer divizije padne u zarobljeništvo. U 13,40 sati Teodorescu se ukrcao na čamac kako bi prešao Dunav, ostavljajući za sobom tisuće uspaničenih vojnika, od kojih su neki pokušali slijediti njegov primjer, ali su se utopili u rijeci ili su pogođeni topničkom vatrom. Pokušaji rumunjskog proboja prema Silistri također su se pokazali uglavnom neuspješnima pred bugarskim topništvom. Kad su Bugari ušli u grad, branitelji su se počeli predavati u velikim skupinama. U 15,30 pukovnik Nicolae Marașescu, koji je sada bio na čelu garnizona, i njegovi viši časnici napisali su poruku generalu Kiselovu na njemačkom jeziku i poslali je u tri sektora nudeći bezuvjetnu predaju tvrđave zajedno sa svim njezinim ljudima i materijalom. U 16,30 jedan od kurira stigao je do bugarskih snaga i odmah je poslan pukovniku Ikonomovu, koji je u 17,30 sati telefonom obavijestio generala Kiselova o poruci i njezinom sadržaju. Kiselov je prihvatio predaju pod uvjetom da se sva vojna lica okupe na platou južno od gradske vojarne prije 18,30 sati, što je i učinjeno.

## Gubici
Rumunji su Turtucaiau branili oko 39.000 vojnika,od kojih je više od 34.000 ubijeno ili zarobljeno. Tek između 3.500 i 4.000 uspjelo je prijeći Dunav ili se probiti do Silistre. Napadači su također zarobili sav vojni materijal tvrđave, uključujući 62 strojnice i oko 150 topova, među kojima i dvije bugarske bitnice koje je Rumunjska zarobila tijekom Drugog balkanskog rata. Najteže borbe bile su u Sektoru II (jug) gdje je 79. pukovnija, koja je općenito bila jedinica koja se najviše oduprla napadima, pretrpjela 76 % gubitaka tj. od 4.659 vojnika nekih 3.576 je ubijeno ili ranjeno.

I bugarski gubici su bili veliki. Od 2. do 6. rujna ukupno su imali 1.517 ubijenih, 7.407 ranjenih i 247 nestalih vojnika. Od toga je samo 93 ubijeno, a 479 ranjeno između 2. i 4. rujna. Oko 82 % ukupnih gubitaka tj. 1.249 ubijenih i 6.069 ranjenih pretrpljeno je 5. rujna tijekom napada glavne obrambene crte tvrđave. Najteže borbe bile su u Sektoru II (jug), gdje je, primjerice, 7. preslavska pukovnija imala gubitke od 50% časnika i 39 % vojnika ubijenih ili ranjenih. Karakteristično je da je gotovo sve žrtve imalo pješaštvo, dok je topništvo imalo samo 2 ubijena i 7 ranjenih vojnika. Njemačke žrtve bile su 5 ubijenih i 29 ranjenih vojnika.

## Uzroci poraza
Razloga za pad grada bilo je nekoliko, a isti će Rumunje i dalje mučiti tijekom rata. Prije svega rumunjske postrojbe nisu bile dobro vođene, te je njihovim zapovjednicima nedostajalo i obuke i iskustva. Rumunjski topnički osmatrači nisu imali zrakoplove ili balone i nisu mogli efikasno usmjeravati vatru svojih bitnica. Rumunjsko pješaštvo nije se dobro podnosilo napade kojima je prethodila topnička priprema, posebno ona iz teškog topništva.
Teodorescu je dopustio da njegova divizija bude opkoljena pritisnuta svojim zadnjim dijelom uz stražnjim dijelom uz neprohodni Dunav i bez predviđenih putova za povlačenje. Navodno kompetentan pješački general, nije formirao adekvatnu pričuvu u ključnom trenutku, pa nije uspio zaustaviti pucanje svojih obrambenih linija. Iako je obrana pojačana se petnaest bojni, iste nije koristio kako bi što efikasnije odbile bugarske napade, tako da su iste postale lake mete bugarskog topništva ili jednostavno pale u zarobljeništvo. Niti njegovi podređeni časnici nisu imali ništa bolje rezultate. Mnogi od njih su bili novi na svojim dužnostima i nisu imali priliku, čak niti kurtoazno, biti upoznati s ljudima koje bi morali voditi u borbi. 
Kao što je bio slučaj u većini vojski na početku rata, Rumunji nisu imali dovoljan broj obučenih stožernih časnika, a situaciju je još i pogoršao običaj rotacije obučenih časnika između stožernih dužnosti i zapovjednih mjesta. Primjerice, zapovjednik Sektora II, tamo je stigao 5. rujna, gdje je morao ući u bitku koja je već bila u tijeku, s ljudima koje nije poznavao, da bi ga zarobili sljedeći dan. Ta je situacija bila uobičajena za svaku vojsku na početku rata, ali kad su nove postrojbe ustrojene, te kadrovske turbulencije su prestajale. Na nesreću Rumunjske, njezini su protivnici već izvršili ovu tranziciju, dok ona nije.

## Posljedice
Brzi pad Turtucaiae i gubitak dviju rumunjskih pješačkih divizija imale su posljedice za cijelo Rumunjsko bojište. Ono što je najvažnije, pad Turtucaiae uznemirio je rumunjski Glavni stožer, te ozbiljno utjecao na moral vojske i naroda. Razmjeri poraza natjerali su rumunjski Glavni stožer da izdvoji nekoliko divizija iz svojih armija u Transilvaniji, znatno smanjivši zamah tamošnjeg napredovanja. To je napredovanje rumunjski Glavni stožer 7. rujna ograničio, da bi isto 15. rujna bilo potpuno zaustavljeno, što je zapravo i bio cilj bugarsko-njemačkog napredovanja. Glavne promjene izvršene su u zapovjednoj strukturi snaga koje djelovale protiv bugarske 3. armije. Zapovjednik rumunjske 3. armije general Mihail Aslan i njegov načelnik stožera su smijenjeni, te je zapovjedništvo nad 3. armijom preuzeo general Alexandru Averescu. Također, smijenjeni su i zapovjednik tvrđave Turtucaiae i 17. divizije general Teodorescu, kao i zapovjednik 9. divizije general Basarabescu.
Brzina kojom je pobjeda postignuta iznenadila je i saveznike iz Centralnih sila, pa čak i samog feldmaršala Mackensena koji je planirao obići bojište tek nekoliko dana nakon predaje tvrđave. Podigla je moral Bugara čak i na Solunskom bojištu, a iznimno povoljno je odjeknula u političkim krugovima u Berlinu i Beču. Njemački car  Wilhelm, koji je posebno bio depresivan ulaskom Rumunjske u rat, proslavio je pobjedu zabavom sa šampanjcem priređenom za bugarskog predstavnika u sjedištu njemačkog Glavnog stožera. Prekid rumunjske ofenzive u Transilvaniji, koja je prijetila da će u potpunosti zauzeti tu regiju, dala je generalu Falkenhaynu dovoljno vremena da koncentrira snage i krene u ofenzivu do kraja rujna.

## Vanjske poveznice
(bug.) Bitka za Turtucaiau na stranici Tutrakan.org